# Krtshuni
Els Krtshuní van ser una família de nakharark (nobles) d'Armènia amb feu hereditari al districte del Krtshuniq a la província de Baspracània. No figuren entre els nakharark ja existents abans de l'any 300 si bé el seu origen temporal no es pot determinar.